# Reggie Corrigan
Reggie Corrigan (Dublino, 19 novembre 1970) è un ex rugbista a 15 e allenatore di rugby a 15 irlandese, pilone del Leinster per più di un decennio, e presente con l'Irlanda a due edizioni della Coppa del Mondo.

## Biografia
Cresciuto a livello di club nel Greystones, esordì per la provincia di Leinster nel 1995 nel campionato interprovinciale irlandese.
Nel 1997 debuttò in Nazionale irlandese durante i test di fine anno contro il Canada, e due anni più tardi fece parte della squadra alla Coppa del Mondo di rugby 1999 in Galles.
Nel 2001-02 partecipò con Leinster alla stagione inaugurale della Celtic League laureandosi primo campione della competizione; ancora fu parte della squadra alla Coppa del Mondo di rugby 2003, mentre nel frattempo era passato, a livello di club provinciale, al Lansdowne.
Nel 2006, dopo il Sei Nazioni, annunciò il suo ritiro internazionale, mentre quello definitivo avvenne un anno più tardi.
Nel 2009 fu messo sotto contratto da Leinster come allenatore degli avanti della prima squadra; nel 2012 non gli fu rinnovato il contratto per riduzione d'organico, decisione contro la quale nel 2014 mosse causa al ramo di Leinster della Federazione rugbistica irlandese per «licenziamento illegittimo» in quanto, a detta di Corrigan, non gli fu comunicata formalmente la situazione lavorativa di esubero, requisito che la legge irlandese prevede nel caso delle risoluzioni di contratto per sopravvenuto sovrannumero di dipendenti.

## Palmarès
- Celtic League: 1
Leinster: 2001-02